# Capra sibirica hemalayanus
El íbice del Himalaya (Capra sibirica sakeen) es una subespecie del íbice siberiano (Capra sibirica) que podría ser una especie diferenciada Capra sakeen. Se encuentra en ambos lados de la cordillera del Himalaya, por un lado Pakistán y por el otro la India.
El nombre Capra sibirica hemalayanus fue propuesto y todavía usado recientemente por varios autores pero no es considerado como válido.
Son animales que pesan 90 kg aproximadamente cuando son adultos, su pelaje es lanoso y bien tupido, predominando la gama del color marrón. Poseen grandes cornamentas y se encuentran en peligro de extinción. Se encuentran ejemplares protegidos en el parque nacional Kundzherab, en el norte de Pakistán, bajo la supervisión del (WWF) Fondo Mundial para la Naturaleza.